# 鯉迫ちほ
鯉迫 ちほ（こいさこ ちほ、1985年6月21日 - ）は、日本の女性モデル、女優。広島県広島市生まれ。ウェルストンプロモーション所属。

## 略歴
妹2人と弟2人を持つ5人兄弟の長女。
小学生の頃、広島市中心部の居酒屋に家族で訪れていた際にスカウトを受け、子役モデルとして広島を中心にCMに出演するなど芸能活動を始める。
東京へ上京する22歳まで、モデル事務所の株式会社ウェルストンプロモーションに所属。
上京後もモデル活動を中心としていたが、2010年の秋に以前所属していたモデル事務所を辞め、芸映プロダクションに所属。そこから女優業へと転換。
2011年には日本テレビの新番組であった『ZIP!』のオーディションに合格し、番組の中では『ハテナビ』コーナーを担当。
2017年10月頃、モデル業を引退。芸映プロダクションを退き、地元のウェルストンプロモーションにマネージャーとして復帰。オフィシャルブログはこの報告をもって終了。公式インスタグラムは更新を続けている。
ウェルストンプロモーション所属でモデルに復帰している。

## 出演

### テレビドラマ
- 再捜査刑事・片岡悠介3（2012年3月、テレビ朝日、土曜ワイド劇場） - 川辺直子 役
- 温泉若おかみの殺人推理24（2012年8月、テレビ朝日、土曜ワイド劇場） - 仲居竹子 役
- 警察庁特別監察官 氷の女・氷室透子（2014年7月、フジテレビ、金曜プレステージ） - 森野夏美 役
- イタズラなKiss2〜Love in Tokyo（2014年、フジテレビジョン） - 看護師 田中 役
- 新・刑事吉永誠一 season2第2話・第3話（2014年9月、テレビ東京系） - 江端千尋 役
- 花燃ゆ 第28話 - 39話（NHK2015、大河ドラマ） - 御中臈 役
- Dr.倫太郎 第1話（2015年4月、日本テレビ）
- 西村京太郎トラベルミステリー65 伊豆海岸殺人ルート（2016年2月、テレビ朝日） - 秘書 役
- 刑事夫婦2（2016年3月、TBS、月曜ゴールデン） - 杉山さゆり 役
- 天才バカボン〜家族の絆（2016年3月、日本テレビ） - 店員 役

### 配信ドラマ
- ラスト・ハネムーン（2014年8月、フジテレビ） - 友引真里 役

### 情報番組
- ZIP!（日本テレビ） - ハテナビ担当
- デジタル☆一番星（BS-TBS） - レポーター
- びっくり！カイシャ見学（テレビ東京） - レポーター

### バラエティー
- 美少女ヌードル（2012年5月19日、テレビ朝日）
- 明石家サンタ（2013年12月24日、フジテレビ）

### 映画
- メンゲキ 〜天下一品40周年記念〜（2012年2月）
- MAYAKASI（2013年）
- 美女捨山（2014年）

### Vシネマ
- 日本やくざ抗争史 首領襲撃（2014年） - サラ(ヒロイン) 役

### 舞台
- まほろば（2011年１月）
- ラブ☆ガチャVol4（2014年4月）
- この愛よ叶うなら嬉しいよ（2012年7月）
- ACファクトリーVol,27「太陽なんか怖くない The Hotel Van Van Pu」（2013年7月）
- ティラノ（2013年11月）

### CF/CM
- イズミゆめタウン（〜2008年）
- 伊予鉄道（〜2008年）
- ウォンツ（〜2008年）
- 中国電力（〜2008年）
- 住宅工房（〜2008年）
- ロッテ「グリーンガム」（2008年〜2009年）
- マクドナルド「シャカシャカチキン」（2008年〜2009年）
- 資生堂「エリクシールシュペリエル」（2008年〜2009年）
- docomo NEC「N-02B」（2008年〜2009年）
- ほっかほっか亭（2008年〜2009年）
- ポッカ「じっくりコトコト煮込んだスープ」（2008年〜2009年）
- のどごし《生》「どメジャーな夏」篇（2010年）
- 日清のどん兵衛屋〜赤坂サカス店〜（2012年〜2013年）
- 小林製薬「サラサーティコットン100 水分ガード」（2013年）
- Panasonicリフォーム「パナソニックリフォームを試そう」〜やさしく閉まる引き戸篇〜（2015年）
- バンダイアパレル「光るパジャマ」（2016年）
- アサヒ十六茶W テニス篇（2016年）

### 広告
- TBCエステティックサロン
- NTT docomo
- マツダ
- ジャスコ
- そごう
- 髙島屋
- 天満屋
- 西友
- 京王百貨店
- キャノン
- KKR広島
- アーバンコーポレーション

### 雑誌
- 千趣会
- 日経ヘルス
- ゼクシィ
- キャベツ畑
- ヤングジャンプ

### ショー
- PARCOファッションショー
- パセーラファッションショー
- 全日空ブライダルショー
- 和装

### その他
- 鶴「夏の魔物」 - PV
- NTT docomo - VP
- docomo NEC「N-02B」 - WEBドラマ
- ZOZOTOWN - WEB